# Miriam Bannister
Miriam Voisey, vedova Sparks Bannister (Sidmouth, 19 marzo 1817 – Saint Louis, 9 aprile 1928), è stata una supercentenaria britannica naturalizzata statunitense, uno dei primi individui più longevi la cui età sia stata verificata; morì a 111 anni e 21 giorni.

## Biografia
Miriam Voisey nacque a Sidmouth il 19 marzo 1817 e venne battezzata poco dopo a Salcombe Regis, nel Devon, nell'allora Regno Unito di Gran Bretagna e Irlanda, da John ed Hester Voisey. Nel 1850, a trentatré anni, sposò a Londra John Bodman Bannister (o Banister). Pochi anni dopo, nel 1854, si trasferì con il marito negli Stati Uniti, a Saint Louis, nel Missouri; qui nacquero le due figlie, Rose (1855) e Bertha (1858). Più tardi vennero alla luce Ferd ed Edward, i figli maschi. Successivamente il marito pensò di cercare fortuna in Australia, ma la donna si rifiutò. Rimase vedova nel 1878.
A Saint Louis fece parte della Chiesa di San Filippo Apostolo. In vecchiaia ebbe la vista debilitata dalla cataratta, essendo perciò non in grado di leggere.
Nei suoi ultimi anni fu molto frequentemente intervistata dalle agenzie di stampa locali e nazionali. «La generazione di oggi non è sbagliata, è solo diversa», dichiarò nel 1925, «ed è così in tutto il mondo». Attribuì la propria longevità e buona salute a «cibi sani, astenersi dal mangiare troppo e evitare di preoccuparsi». Quando morì, il 9 aprile 1928, nella sua casa di Saint Louis, nel Missouri, aveva 111 anni e 21 giorni. Non fu mai la persona più longeva verificata degli Stati Uniti a causa di Delina Filkins, nata nel 1815 e deceduta pochi mesi dopo Miriam a 113 anni. Poco prima della sua morte, il re Giorgio V del Regno Unito si congratulò con lei, definendola la "Britannica più longeva".